# Borderlands 3
Pour les articles homonymes, voir Borderland.
Borderlands 3 (parfois abrégé BL3) est un jeu vidéo de tir à la première personne, développé par Gearbox Software et édité par 2K Games, sorti le 13 septembre 2019 sur PC, PlayStation 4 et Xbox One, puis sur Xbox Series et PlayStation 5 en novembre 2020. Une version Nintendo Switch est sortie pour le 6 octobre 2023. Il s'agit du quatrième jeu principal de la série Borderlands, précédé par Borderlands: The Pre-Sequel! (2014).

## Système de jeu
Comme les précédents opus de la franchise, Borderlands 3 propose quatre personnages jouables, dits « chasseurs de l'arche » :
- Moze, l' « Artilleuse » : peut faire apparaître un mecha, l'Ours de fer ;
- Amara, la « Sirène » : peut faire apparaître des poings immatériels pour se battre ;
- FL4K, le « Roi des bêtes » : peut faire apparaître des créatures qui combattent à ses côtés ;
- Zane, l' « Agent spécial » : peut utiliser divers gadgets.

Il s'agit d'un jeu de tir à la première personne, dans lequel le joueur crée son personnage issu d'une des quatre classes disponibles et pourra exécuter diverses missions confiées par des personnages non-joueurs (PNJ) ou sur des affiches pour gagner de l'expérience, des objets et de la monnaie du jeu. Le joueur peut également gagner des objets en combattant des ennemis tout au long du jeu, au fur et à mesure qu'il gagne des niveaux, il obtiendra également des points de compétence à dépenser dans un arbre de compétences. Contrairement aux précédents jeux Borderlands où chaque personnage n'avait qu'une seule compétence unique possédant un temps de recharge, chaque personnage du jeu peut débloquer trois compétences uniques, bien qu'une seule (ou deux dans le cas de Zane) puisse être équipée à la fois.
Borderlands 3 partage les mêmes buts de base avec les jeux précédents, c'est-à-dire la réalisation des missions, la destruction des ennemis et de l'obtention du butin de ces derniers tombés au combat ou de coffres spéciaux, le plus souvent de l'armement généré de manière procédurale pour diversifier en termes de dégâts, de portée, de capacité de munitions et d'autres effets spéciaux et d'avantages, donnant au jeu "plus d'un milliard d'armes à feu". Les avantages peuvent inclure des effets élémentaires, comme blesser les ennemis avec du feu, de la glace ou de l'électricité, ou pouvant posséder un mode de tir alternatif. Dans Borderlands 2, certaines armes avaient un effet slag, qui enduit l'ennemi pendant une courte période et les rendait extrêmement vulnérables à une attaque élémentaire ultérieure d'un élément différent. Le slag a été remplacé par la radiation ; l'effet reste le même, mais les dommages causés par la radiation blessera également l'ennemi au fil du temps et peut potentiellement se propager vers d'autres ennemis. Les fabricants d'armes jouent également un rôle important dans le type d'avantages qu'une arme peut avoir : les armes Tediore peuvent être lancées lorsqu'elles sont vides et créer des effets surprises, les armes Atlas ont des balles à tête chercheuse pour traquer les ennemis, et les armes Hyperion peuvent avoir des boucliers intégrés absorbant les dégâts. D'autres éléments générés aléatoirement incluent des modificateurs de classe, des modificateurs de grenade, des kits de bouclier et des reliques. Lors d'une partie en multijoueur, le butin peut être généré sur une même base, ce qui signifie que les joueurs doivent partager le butin, mais une autre option permet également d'avoir du butin généré pour chaque joueur, adapté à leur niveau. Cette option existe aussi pour les ennemis en jeu ; par défaut, les ennemis ne s'adaptent qu'au niveau du joueur principal, mais lorsqu'il est activé, chaque joueur peut avoir des ennemis qui correspondent à son niveau.
Outre les compétences et les armes des personnages, les personnages des joueurs ont de nouvelles manœuvres et capacités de combat, telles que la glissade comme dans Titanfall et Apex Legends, et la grimpe murale pour escalader sur de courtes hauteurs. Les joueurs et leurs ennemis peuvent se mettre à couvert derrière des barrières qui peuvent être détruites.
L'histoire du jeu commence sur la planète désertique de Pandora, mais le joueur accèdera à un moment au vaisseau spatial, le Sanctuary III, qui sert de QG et de plaque tournante entre les missions et est utilisé pour définir des destinations en direction de nouvelles planètes où des Arches ont été identifiés. À bord de Sanctuary III, le joueur peut gérer son inventaire, récupérer les armes qu'il avait laissés sur le terrain via un distributeur, revoir son arbre de compétences, acheter de nouvelles armes et des améliorations, et entreprendre des missions facultatives. Borderlands 3 est intégré aux streams de Twitch ; les téléspectateurs peuvent explorer l'inventaire et l'arbre de compétences du streamer, et des coffres spéciaux dans le jeu offriront à ces derniers la possibilité de recevoir le même arme/objet que le streamer trouve, via un Shift Code qu'ils peuvent entrer dans leurs propre jeu, à l'échelle appropriée pour le niveau de leurs personnages.
Le directeur créatif de Gearbox, Paul Sage, a estimé que les joueurs passeront environ 35 heures à réaliser les quêtes principales ainsi que certaines missions secondaires. Le mode True Vault Hunter permet aux joueurs de rejouer la campagne après l'avoir terminée avec son personnage de niveau supérieur, en combattant des ennemis plus difficiles pour un meilleur butin. Le système de rang Brutal de Borderlands 2 sera remplacé par le rang Gardien, qui, en terminant des défis plus petits tout au long du jeu, permet aux joueurs de gagner des buffs. Borderlands 3 inclut également de nouveaux défis : les Cercles du Massacre trouvés sur diverses planètes peuvent tenter le joueur à se battre à travers des vagues difficiles d'ennemis pour une meilleure qualité de butin, le tout animé par Torgue, un joueur mis à terre peut être réanimé par un coéquipier, mais si tous les joueurs meurent, le match est terminé. Les Terrains d’Entraînement sont un type de raid qui doit d'abord être découvert en trouvant des marques eridiennes cachées dans le monde du jeu. Une fois découvertes, les joueurs tentent de vaincre tous les ennemis dans trois zones en 30 minutes pour terminer le défi et gagner leurs récompenses. Le mode Chaos ajoute plusieurs éléments à la campagne du jeu pour augmenter sa difficulté pour un meilleur butin,.

## Trame

### Contexte et personnages

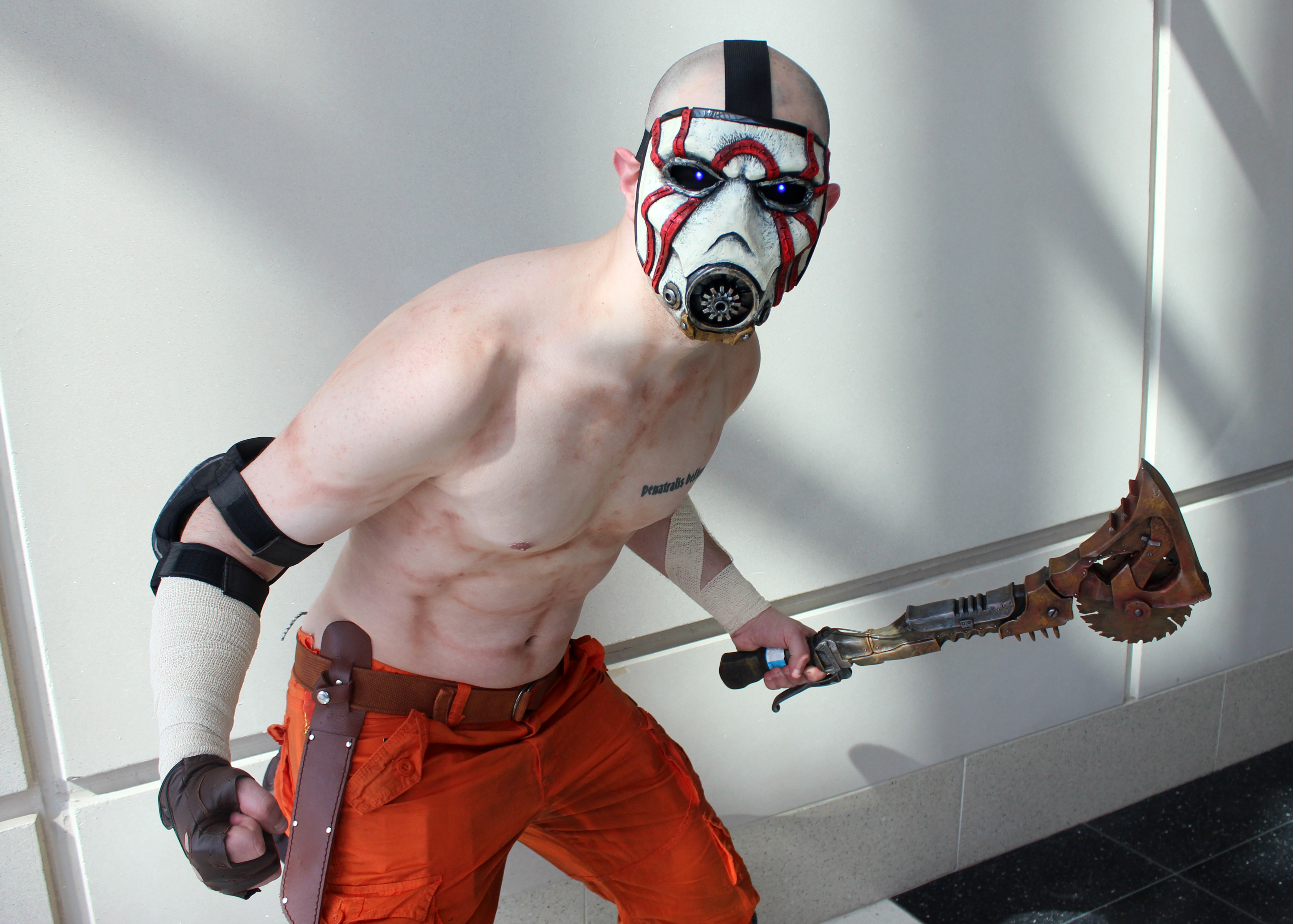
Cosplay d'un Psycho, ennemi emblématique de la franchise, dans Borderlands 3, ils font partie des DDA.

Borderlands 3 est centré sur la planète Pandore, qui, selon la rumeur, abriterait des Arches contenant de vastes quantités de trésors et de technologies, laissés par une mystérieuse civilisation extraterrestre connue sous le nom d'Eridiens. Au cours des décennies précédentes, plusieurs sociétés ont assiégé Pandore pour tenter de trouver les Arches, mais le conflit constant et les effusions de sang ont laissé la planète et sa population ravagées. Cependant, il y a encore ceux qui recherchent indépendamment les Arches, connus sous le nom des Chasseurs de l'Arche.
Borderlands 3 se déroule sept ans après la mort du Beau Jack dans Borderlands 2 et la destruction de la station Hyperion Helios dans Tales from the Borderlands. Dans Borderlands 2, il a été découvert que de nombreuses autres Arches existent sur d'autres planètes de la galaxie. À la suite de la défaite de Jack, les jumeaux Troy et Tyreen Calypso forment les Descendants De l'Arche (acronyme : DDA), un violent culte de la personnalité formé à partir des restes des nombreuses factions de bandits, pour prendre possession des Arches, en particulier celle appelé « la Grande Arche ». Lilith, une « Sirène » dotée de pouvoirs et chef des Pillards Écarlates, une résistance créée pour protéger Pandore, recrute de nouveaux Chasseurs de l'Arche pour aider à arrêter les Calypsos.
Plusieurs personnages des jeux Borderlands passés font leur retour. Les Chasseurs de l'Arche Lilith, Claptrap, Zer0, Maya, Brick et Mordecai, auparavant jouables, apparaissent en tant que PNJ. Aurelia, la sœur de Sir Hammerlock et l'un des personnages jouables dans Borderlands: The Pre-Sequel, apparaît également en tant que boss. Les PNJ de retour incluent le marchand d'armes Marcus Kincaid, l'experte en explosifs Tiny Tina (nommée juste Tina), l'entrepreneuse Miss Mad Moxxi et sa fille mécanicienne Ellie, le chasseur Sir Alistair Hammerlock, l'archéologue Patricia Tannis, le fabricant d'armes M. Torgue et le commerçant d'Eridium Earl. Rhys Strongfork, l'un des deux protagonistes jouables de Tales from the Borderlands, et son meilleur ami Vaughn apparaissent également. Les Chasseurs de l'Arche jouables des titres précédents, dont Timothy Lawrence de The Pre-Sequel et Gaige, Krieg, Axton et Salvador de Borderlands 2, sont présentés en tant que PNJ dans les campagnes et les modes DLC du jeu.

### Synopsis
Répondant à un appel de recrutement des Pillards Écarlates, une équipe de Chasseurs de l'Arche (Amara, Moze, Zane et FL4K) arrive sur Pandora et rencontre Lilith, qui leur ordonne de récupérer une carte de l'Arche perdue, que les DDA ont récemment obtenue. Plus tard, les Chasseurs trouvent la carte qui les dirige vers la planète œcuménopole de Prométhée, l'emplacement de la première Arche découverte et le siège de la société Atlas. Cependant, avant de partir, ils sont pris en embuscade par Tyreen et Troy, qui révèlent qu'ils sont tous les deux des sirènes et que Troy a besoin des pouvoirs de Tyreen pour survivre. En fin de combat, Tyreen vole les pouvoirs de Lilith, prend la carte et les jumeaux partent pour Prométhée.
Les Chasseurs de l'Arche et les Pillards Écarlates embarquent sur Sanctuary III en direction de Prométhée. À leur arrivée, ils découvrent que la planète est attaquée par la société Maliwan et les DDA. Le PDG de Maliwan, Katagawa Jr., s'est associé aux Jumeaux Calypso pour une tentative de prise de contrôle hostile d'Atlas, détenue alors par Rhys. Les Chasseurs aident ce dernier à retarder l'attaque avant de les diriger vers la planète Athéna, où est conservée la Clé de l'Arche de Prométhée. Sur Athéna, les Chasseurs aident Maya et son apprentie Ava à contrer les forces de Maliwan et à récupérer la Clé, apprenant qu'elle ne représente qu'un tiers de l'artefact, elles rejoignent les Pillards Écarlates. Les Chasseurs retournent sur Prométhée pour détourner et désactiver un canon laser à frappe orbitale de Maliwan, alimenté par la deuxième partie de la clé et détruisent finalement Katawaga Jr, le PDG de Maliwan s’apprêtant à tuer Rhys : ce dernier leur donne alors la dernière partie de la clé et l'emplacement de l'Arche tant convoitée. À l'intérieur, les Chasseurs de l'Arche combattent et parviennent à vaincre le Rampager, une puissante créature chargée de protéger l'Arche. Alors qu'ils sont occupés à piller cette dernière, les jumeaux Calypso arrivent et Tyreen absorbe le pouvoir du Rampager, révélant leur plan : absorber le pouvoir des monstres protecteurs des Arches sur leur chemin, en direction la Grande Arche. Ava tente de les combattre mais se fait paralyser, Maya la sauve, mais se fait oblitérer par Troy, qui la draine de sa force vitale et de ses pouvoirs.
Les Chasseurs et les Pillards Écarlates se dirigent vers la prochaine Arche, se trouvant sur la planète marécageuse d'Eden-6, propriété de la famille Jakobs, où les DDA l'attaquent. Wainwright Jakobs, héritier de la société Jakobs, accepte d'aider les Chasseurs à obtenir la clé de l'Arche d'Eden-6 s'ils sauvent son amant Alastair Hammerlock. Les Chasseurs cherchent et trouvent finalement ce dernier, qui révèle avoir été trahi par sa sœur, Aurelia, qui s'est rangée du côté des jumeaux Calypso et a saisi la société Jakobs en échange de la remise de la clé de l'abri. Les Chasseurs rassemblent les trois pièces de la Clé de l'Arche Eden-6 et mettent hors d'état de nuire Aurelia. Ils ouvrent l'Arche et battent son monstre, le Fossoyeur. Patricia Tannis draine alors l'énergie du Graveward avant que Tyreen ne puisse l'absorber. Enragés, les Calypsos kidnappent Tannis et la ramènent à Pandore pour l'exécuter publiquement.
Les Chasseurs de l'Arche et les Pillards Écarlates retournent sur Pandore pour sauver Tannis, cette dernière révèle qu'elle a également des pouvoirs de sirène hérités de l'Ange après sa mort, un fait qu'elle et Lilith ont gardé secret. Tannis prévient que les Jumeaux Calypso se préparent à ouvrir la Grande Arche et à drainer l'énergie du monstre qui s'y trouve. Les Chasseurs attaquent le quartier général des DDA, mais Troy active la Clé de l'Arche à temps, qui est en fait toute la lune d'Elpis. Les Chasseurs parviennent à vaincre et à éliminer Troy, ce qui fait qu'Ava hérite des pouvoirs de Sirène de Maya. Cependant, la Grande Arche commence à s'ouvrir et Tyreen absorbe l'énergie de Troy avant de s'échapper. Les Chasseurs sont alors contactés par Typhon DeLeon, le premier Chasseur de l'Arche, qui les avertit que la Grande Arche contient un monstre interdimensionnel appelé le Destructeur, qui peut consumer l'univers tout entier. Il invoque les Chasseurs sur le monde natal des Eridien, Nekrotafeyo.
Sur Nekrotafeyo, Typhon explique que la Grande Arche n'est pas simplement située sur Pandore, mais qu'il s'agit de la planète entière elle-même. Les Éridiens l'ont créée pour servir de prison et ont sacrifié toute leur civilisation pour capturer le Destructeur, mais ont laissé derrière eux une machine qu'ils utiliseraient au cas où le Destructeur s'échapperait. Alors que les Chasseurs rassemblent les quatre clés de l'Arche nécessaires pour alimenter l'appareil, Tyreen révèle que Typhon est son père et celui de Troy. Typhon admet qu'il avait essayé de garder les Jumeaux avec lui sur Nekrotafeyo pour les protéger, mais ils l'ont perçu comme une prison, devenant amer et avide de pouvoir. Tyreen désactive la machine avant qu'elle ne puisse être utilisée et blesse mortellement Typhon, son père, avant de s'enfuir vers Pandore.
Les Chasseurs atteignent Tyreen au moment où elle fusionne avec le Destructeur, devenant Tyreen la Destructrice, ils parviennent finalement à la vaincre et Lilith retrouve ses pouvoirs de Sirène. Cependant, la lune Elpis menace toujours de détruire Pandore alors qu'elle continue d'ouvrir la Grande Arche, Lilith se sacrifie pour arrêter Elpis, laissant un emblème du Faucon Ardent marqué sur l'astre.
Pendant le générique, des scènes représentent les Chasseurs de l'Arche, les Pillards Écarlates et leurs alliés honorant et commémorant Lilith.

## Développement
Borderlands 3 a été développé conjointement par les studios texans et québécois de Gearbox. Gearbox avait terminé Borderlands et sa suite consécutivement, laissant le studio quelque peu épuisé par la franchise. Pour essayer de faire quelque chose de différent, Gearbox a développé Battleborn avec le soutien de 2K Games, afin de se rafraîchir. Battleborn n'a pas été un succès majeur, mais Gearbox n'a pas été découragé. Selon le directeur artistique Scott Kester, lors du développement de Battleborn, ils ont obtenu plusieurs idées sur la façon de s'y prendre avec le prochain jeu Borderlands, et une grande partie de l'équipe a commencé à développer sur Borderlands 3 dès que Battleborn a été terminé.
Borderlands 3 est annoncé le 28 mars 2019 avec un trailer lors de la conférence de Gearbox à la PAX East. Le 3 avril 2019, il est officiellement daté pour le 13 septembre 2019 sur PlayStation 4, Xbox One et sur Microsoft Windows via une exclusivité temporaire de 6 mois sur l'Epic Games Store. Il sort sur Mac sur l'Epic Games Store le 30 octobre 2019. La bande-annonce a reçu des critiques mitigées de la part des sites Web de jeux vidéo, dont certains l'ont qualifiée d'apparence et de contenu trop similaires aux jeux précédents de la série telles que Borderlands 2,.
Pour aider à combler le fossé entre Borderlands 2 et Tales from the Borderlands vers Borderlands 3, Gearbox a publié un nouveau DLC pour Borderlands 2 intitulée "Commandant Lilith et la Bataille pour Sanctuary", en juin 2019, le rendant gratuit pour une durée limitée pour les propriétaires de Borderlands 2.
Plusieurs comédiens ont repris leurs rôles, dont Ashly Burch dans le rôle de Tiny Tina et Chris Hardwick pour Vaughn de Tales from the Borderlands. Le fait de choisir d'autres comédiens pour certains personnages a été controversé. Le PDG de Gearbox, Randy Pitchford, s'est disputé sur Twitter avec les comédiens Troy Baker (Rhys) et David Eddings (Claptrap) pour lesquelles ils n'ont pas été retenus pour exprimer à nouveau leur ancien personnage. Eddings a déclaré qu'il avait été intimidé et agressé physiquement par son ancien patron Pitchford. Selon Baker, Gearbox avait refusé de vouloir s'accorder avec des membres du syndicat des comédiens, SAG-AFTRA. Baker et Eddings ont été remplacés par Ray Chase pour Rhys et Jim Foronda pour Claptrap. Ice-T interprète Balex, une intelligence artificielle enfermé dans un ours en peluche. Penn et Teller jouent Molosse et Pathos, Penn Jillette fournissant également son travail pour le personnage Molosse. The Heavy a enregistré une chanson originale pour le jeu intitulée « Put It On The Line ».
Le jeu est développé avec le moteur d'Epic Games, Unreal Engine 4. Comme dans les précédents opus, la musique est composée par Jesper Kyd.
En juin 2019, Gearbox a invité Trevor Eastman, un fan de la franchise atteint d'un cancer en phase terminale, à jouer à une version préliminaire du jeu. Ils l'ont laissé nommer une arme, le "Trevonator", qui apparaît dans le jeu. En août 2019, 2K Games et sa société mère Take-Two Interactive ont envoyé des enquêteurs privés au domicile d'un YouTuber, SupMatto. Take-Two a déclaré qu'il avait autorisé les utilisateurs à accéder, moyennant des frais, à des vidéos de gameplay non publiques de Borderlands 3, ce qu'il a nié. 2K a qualifié ses actions de nécessaires pour protéger ses secrets commerciaux. En réponse, des appels au boycott du jeu ont commencé à se répandre sur Twitter.

## Commercialisation et sortie
Le jeu est sorti sur PlayStation 4, Xbox One et Microsoft Windows le 13 septembre 2019. Bien que le jeu ne proposait pas de support multiplateforme au lancement, Gearbox cherche à ajouter cette fonctionnalité après le lancement,. Quatre versions différentes du jeu ont été publiées, avec divers add-ons, à différents prix, y compris des bonus physiques.
La sortie du jeu a été précédée d'un crossover à durée limitée dans la Saison X de Fortnite Battle Royale et Fortnite Créatif d'Epic Games. Les joueurs peuvent explorer une partie de la planète Pandore intégrée sur la carte principale du mode Battle Royale, ainsi qu'acheter un personnage Psycho avec Claptrap comme sac à dos.
La version Windows de Borderlands 3 était exclusive sur Epic Games Store pendant six mois, avec la sortie sur Steam en mars 2020,. Des documents dévoilés lors du procès d'Epic Games contre Apple a révélé qu'Epic avait payé US$146 million à 2K pour cette exclusivité. Le mécontentement des fans à l'égard de cet accord d'exclusivité a conduit à un review bombing contre les jeux Borderlands sur Steam. Valve, l'opérateur de Steam, a utilisé pour la première fois son nouveau processus pour lutter contre le review bombing afin de supprimer les critiques négatives sur les jeux Borderlands.
Gearbox a annoncé son intention de proposer le jeu sur les consoles PlayStation 5 et Xbox Series X et Series S. Le jeu disposera de mises à jour gratuites avec tous les DLC déjà achetés pour les utilisateurs sur les de la génération de console précédente qui seront disponibles le jour du lancement de la suivante (12 novembre 2020 pour la PlayStation 5 et 10 novembre 2020 pour la Xbox Series X/S). En plus des mises à jour avec ces versions, le jeu sera mis à jour pour prendre en charge le multijoueur local en écran partagé à deux ou quatre joueurs, et ajoutera des arbres de compétences supplémentaires pour les quatre personnages principaux. Il est également prévu d'ajouter à l'avenir un portage multiplateforme,.

### Post-publication
Gearbox prévoit de publier du contenu supplémentaire via du contenu téléchargeable payant pour Borderlands 3, mais ne prévoit pas d'ajouter de personnages jouables supplémentaires.
Le premier pack de contenu, Le Casse du Beau Jackpot, est sorti le 19 décembre 2019 pour toutes les plateformes, qui présente le joueur aidant Moxxi à reprendre un casino que Handsome Jack lui a volé avant sa mort. Le deuxième pack de contenu, Flingues, Amour et Tentacules : Le mariage de Wainwright & Hammerlock, est sorti le 26 mars 2020, qui est un DLC basé sur le thème Lovecraftien et se concentre sur Wainwright Jakobs et Sir Hammerlock, qui planifient leur mariage sur la planète Xylourgos. Le troisième pack de contenu, Une prime sanglante, est sorti le 25 juin 2020 et possède une inspiration western qui intègre également l'esthétique japonaise. Le quatrième pack de contenu, Krieg le Sadique et l'Incroyable Butin de Pordel, mettant en vedette le retour du personnage Krieg de Borderlands 2, est sorti le 10 septembre 2020. Ces quatre packs de contenu étaient disponibles en tant que le premier pass saisonnière du jeu disponible dès la sortie du jeu.
En avril 2020, Gearbox a ajouté "Borderlands Science", un mini-jeu développé en collaboration avec l'Université McGill, Massively Multiplayer Online Science et The Microsetta Initiative. Le jeu est conçu pour présenter des énigmes formulées à partir de séquences d'ADN issues d'études médicales sur la recherche du microbiome intestinal humain. Si le joueur est capable d'atteindre un score minimal pour un niveau donné, cela indique qu'il a trouvé une correspondance possible qui peut être signalée aux chercheurs pour une étude plus approfondie. Les joueurs sont récompensés par des skins spéciaux dans le jeu et des boosters de butin à durée limitée,.
Un seconds pass saisonnière a été annoncé pour la deuxième année du jeu, qui sera disponible le 10 novembre 2020. Le nouveau pass comprend de nouveaux modes de jeu pour le jeu de base, qui incluent un mode "Director's Cut", un "Designer's Cut" et un mode "Arms Race". Cela inclut un nouvel arbre de compétences pour chacun des personnages du jeu.
De plus, Gearbox a la capacité d'appliquer des correctifs et autres mises à jour du jeu, leur permettant d'offrir des événements à durée limitée. L'un des premiers événements de ce type était l'événement marquant le dixième anniversaire de la série Borderlands, alors lancée en octobre 2009. Dans Borderlands 3, plusieurs événements d'une semaine offrant de meilleurs butins et des défis uniques ont été rendus disponibles en octobre 2019. Le 24 octobre 2019, Borderlands 3 a reçu son premier événement saisonnier sur le thème d'Halloween, nommé "La Récolte Sanglante", qui s'est déroulé jusqu'au 5 décembre 2019. une mise à jour de contenu gratuite, "Élimination au site secret de Maliwan",  a été ajoutée au jeu de manière permanente le 22 novembre 2019, ajoutant un nouveau défi de fin de jeu pour les joueurs mettant en vedette de nouveaux ennemis et des boss. Le 23 avril 2020, le deuxième événement saisonnier, "La revanche des cartels", a été ajouté au jeu, qui a duré jusqu'au 4 juin 2020.
En octobre 2020, Gearbox a annoncé la prise en charge pour les consoles de nouvelle génération Xbox Series X/S et PlayStation 5 via une mise à jour gratuite, appliqué vers la date de sortie des nouvelles consoles respectivement le 10 novembre pour la Xbox Series et le 12 novembre pour la PlayStation 5. En plus de l'écran partagé pour deux joueurs, « la Xbox Series X et la PS5 afficheront Borderlands 3 jusqu'à 60 FPS en résolution 4K en mode solo et en coopération en ligne, et les consoles de nouvelle génération prendront en charge trois et quatre écran partagé du joueur pour le multijoueur local".
Au cours du post-patch de novembre 2020, il a été découvert que Borderlands 3 peut fonctionner jusqu'à 60 FPS en 4K sur PlayStation 5 ou Xbox Series X si le mode de résolution est activé, mais peut également atteindre 120 FPS s'il est exécuté en mode performance.
Une mise à jour de juin 2021 a introduit le support multiplateforme sur toutes les plateformes prises en charge, à l'exception de la PlayStation 4 et de la PlayStation 5.

## Réception

### Polémique de l'exclusivité
Dès son annonce, Borderlands 3 a rencontré une certaine hostilité du fait de son exclusivité de six mois sur l'Epic Store. Ce dernier avait déjà été la cible de nombreuses critiques pour sa politique agressive, notamment sur des licences Ubisoft ou sur Metro Exodus, édité par Deep Silver et développé par 4A Games. Des pétitions, dont une sur Change.org réclamaient un lancement de Borderlands 3 sur Steam, cette dernière a abouti avec 13 808 signature, les critiques se faisant virulentes sur des réseaux sociaux comme Reddit ou Twitter. Le PDG de Gearbox Software, Randy Pitchford, est lui-même finalement intervenu pour défendre le choix de 2K, l'éditeur du jeu. Il a notamment évoqué le fait que le lancement de Borderlands 3 servirait de "moteur" au développement de l'Epic Store.

### Accueil critique
Borderlands 3 reçoit des critiques « généralement favorables » de la presse anglophone, l’agrégateur de critiques Metacritic calculant une note moyenne de 85/100.
De son côté, Gamergun a affirmé que « les sensations de tir sont excellentes » et « le degré de violence visuel a lui bien augmenté, pour un plaisir sadique toujours plus intense ».
Gameblog a écrit : « On court, on saute, on sprinte, on glisse, on tire et on répète. Borderlands 3 force à avoir une grande mobilité et nous injecte sans cesse une dose d'adrénaline pour n'offrir quasiment aucun temps mort », affirmant également que « l'humour est plus présent que jamais et tout est fait pour vous faire sourire voire franchement rire » mais a critiqué aussi l'intelligence artificielle du jeu d'être « parfois à la ramasse et bête à manger du foin ».
Un journaliste de Jeuxvidéo.com a affirmé que « Borderlands 3 est un meilleur looter shooter que Borderlands 2, mais pas nécessairement un meilleur jeu dans son ensemble », et trouvait que les principaux antagonistes du jeu, les Jumeaux Calypso, « manquent cruellement de charisme et de profondeur ».

### Ventes
Selon l'éditeur 2K, Borderlands 3 a été vendu plus de cinq millions d'exemplaires dans les cinq jours suivant sa sortie. De plus, les ventes de la version MS Windows à cette époque étaient les plus élevées de tous les titres 2K à ce jour, et plus de 70 % de tous les achats ont été effectués via la distribution numérique. Avec ces ventes, la franchise totale de Borderlands a rapporté plus d'1 milliard de $ de revenu. Le jeu s'était vendu à plus de 8 millions d'exemplaires fin 2019, selon Take-Two.